# 曼苏尤索夫
曼苏·尤索夫，马来西亚政治人物，巫统党员，曾经担任玻璃市州立法议会朱宾（2004年至2013年），以及玻璃市州行政议员，主管妇女、家庭及社会、福利、消费者事务、非政府组织及总务。